# Francès suís

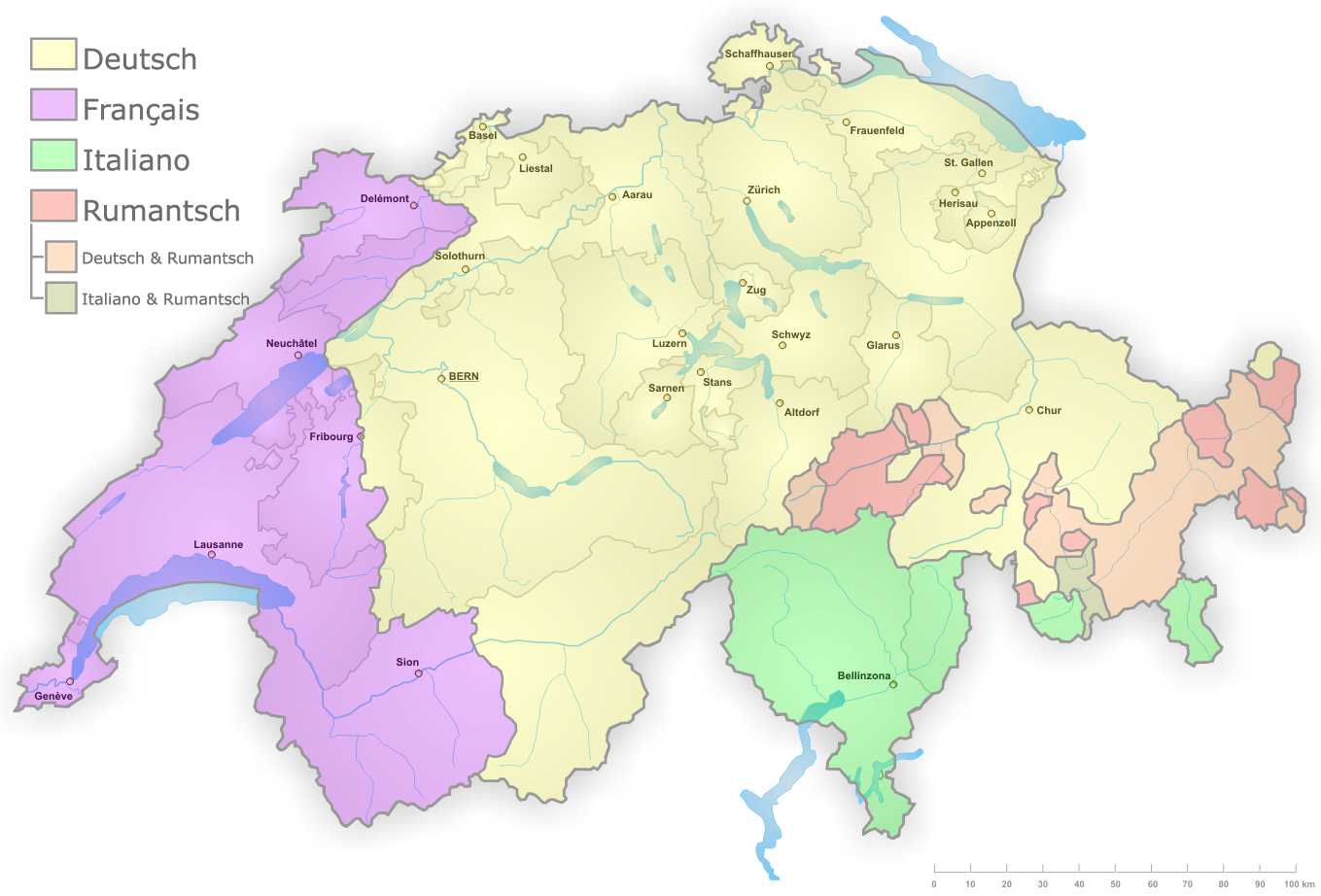
Distribució lingüística de Suïssa
-----
Francès (Romandia)
Alemany
Italià
Romanx

El francès de Suïssa o francès suís (en francès: français de Suisse) és la varietat del francès que es parla a la part de Suïssa anomenada Romandia (la regió francòfona de Suïssa). El francès suís no s'ha de confondre amb el francoprovençal, una altra llengua romànica que es parla a Romandia, o amb el romanx que es parla en els Grisons.

## Nombre de parlants
És utilitzat per 3.800.000 parlants com a primera o segona llengua (50% de la població total de Suïssa). És la llengua materna d'1.600.000 de suïssos (21% del total de la població suïssa).

## Característiques
Les diferències entre el francès suís i el francès de França són petites i, majoritàriament, lèxiques: un parlant del francès suís no tindrà problemes de comunicació amb un francès, i un parlant francès només es trobarà amb unes quantes paraules estranyes en sentir parlar un suís francòfon. El francès suís difereix del francès de França en menor grau que l'alemany suís ho fa de l'alemany estàndard. Tanmateix, no sempre això ha estat així, ja que la major part dels dialectes parlats a la zona de Romandia han desaparegut i ja no es parlen ni es fan servir.
No hi ha un únic francès suís estandarditzat: cada cantó (o fins i tot cada ciutat, en alguns casos) utilitza un vocabulari diferent, que sol provenir de la llengua regional local o de l'alemany, ja que a Suïssa és predominantment germanòfona.
La major part de les diferències entre el francès suís i el francès estàndard es deuen als diferents sistemes polítics i administratius de Suïssa i de França. Per exemple:
- La paraula canton té un sentit diferent a cada país.
- A França, a una bústia de correus se l'anomena boîte postale (BP), mentre que a Suïssa se l'anomena case postale (CP).

Altres exemples:
El francès suís comparteix amb el francès belga nombrosos trets lèxics distintius, com l'ús de la paraula septante per setanta i nonante per noranta, en contraposició a Soixante-dix (literalment "seixanta-deu ") i quatre-vingt-dix (literalment "quatre-vint-deu") del sistema numèric francès. A més a més, també se sol utilitzar la paraula huitante per vuitanta, en lloc de quatre-vingts (literalment "quatre-vints"), especialment als cantons de Vaud, Valais i Friburg; el terme octant (del llatí octaginta) avui es considera extingit. També s'utilitzen les paraules déjeuner (esmorzar) i dîner (dinar) amb el mateix significat que tenen en el francès belga i el francès del Quebec, en oposició al significat que tenen al francès de França (dinar i sopar, respectivament), que suposadament es degui al costum de Lluís XIV de llevar-se al migdia.